# Festhalle (Frankfurt am Main)

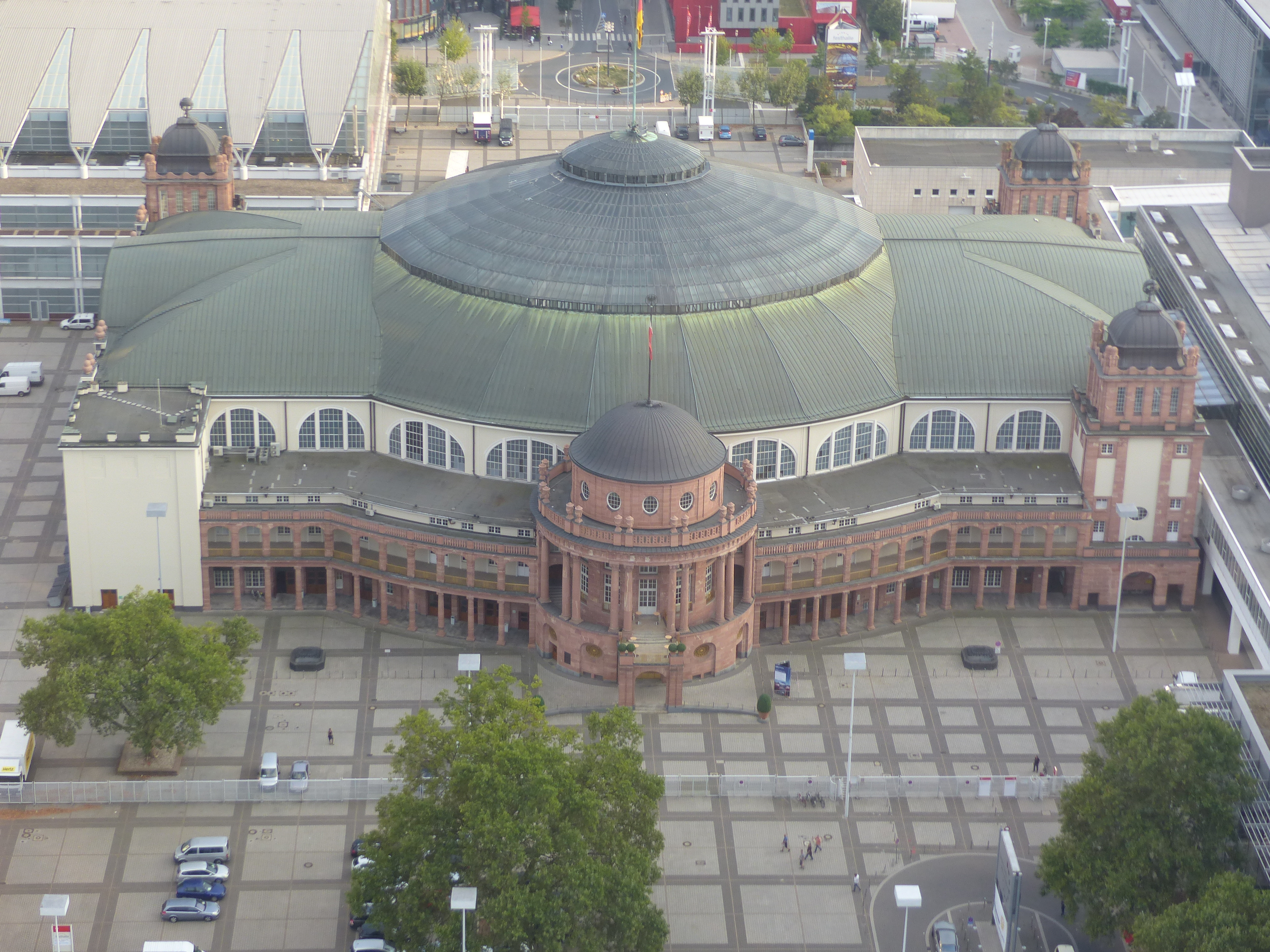
Blick auf die Festhalle von einem gegenüberliegenden Gebäude (2016)

Die Festhalle in Frankfurt am Main ist eine 1907 bis 1909 erbaute repräsentative Mehrzweckhalle auf dem Frankfurter Messegelände. Der Innenraum des etwa 40 Meter hohen Kuppelbaus bietet auf einer Fläche von 5.646 Quadratmetern bis zu 4.880 Sitzplätze. Zusammen mit den beiden Rängen finden maximal 9.843 Menschen in der Festhalle Platz, bei unbestuhltem Innenraum über 13.500.

## Geschichte

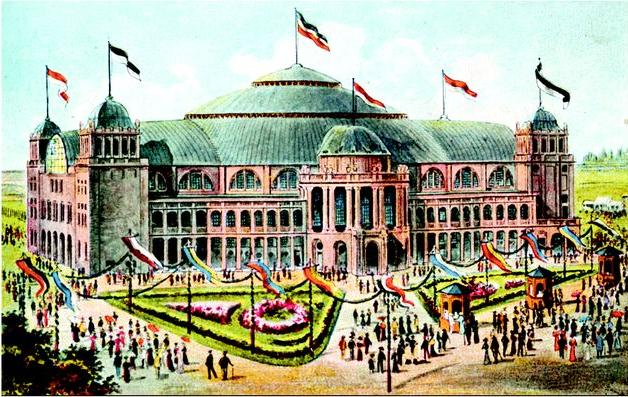
Die Festhalle am Tag der Eröffnung

Die Frankfurter Messe wurde zu Ende des 19. Jahrhunderts an verschiedenen festen Orten abgehalten. Ein häufiger Veranstaltungsort war das Hippodrom in Sachsenhausen. Auch Pavillons für einmalige Nutzung waren gebräuchlich. Man erkannte aber bald, dass die Stadt eine repräsentative Messehalle benötigt.
Deswegen wurde 1906 ein Wettbewerb ausgelobt, in dem (unter insgesamt elf eingereichten Projekten) der gemeinsam ausgearbeitete Entwurf des Münchner Architekten Friedrich von Thiersch und der Maschinenfabrik Augsburg-Nürnberg AG (MAN) mit einem von drei gleichwertigen Preisen ausgezeichnet wurde. Nach mehrfacher Überarbeitung der drei prämierten Entwürfe wurde 1907 der Entwurf Thiersch / MAN Werk Gustavsburg zur Ausführung bestimmt. Mit dem Bau wurde am 11. Juni 1907 begonnen. Am 19. Mai 1909 wurde sie mit dem „3. Wettstreit Deutscher Männergesangvereine“ in Gegenwart von Kaiser Wilhelm II. feierlich eröffnet. Sie war zu ihrer Entstehungszeit der größte Kuppelbau Europas.

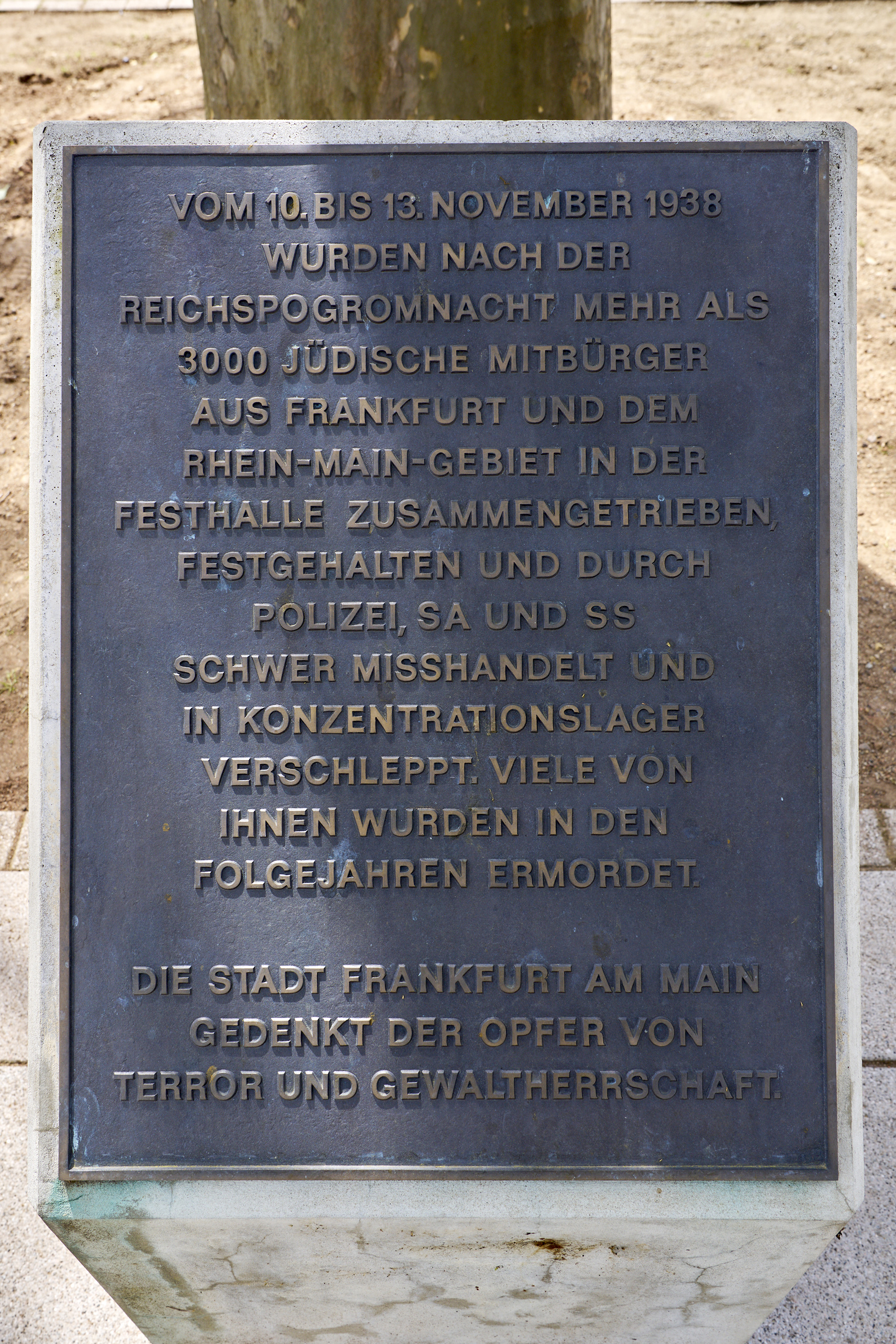
Die neue Gedenktafel zur Erinnerung an die jüdischen Opfer der Reichspogromnacht, wurde 2015 auf einem Sockel zwischen zwei großen Platanen angebracht.

Das Deutsche Turnfest und die Internationale Luftfahrtausstellung waren die ersten Veranstaltungen in dem neuen Gebäude. Als 1914 der Erste Weltkrieg begann, wurde die Festhalle in ein Lager für Soldaten umgewandelt. Nach dem Krieg konnte sie vorerst wieder für den ursprünglichen Zweck genutzt werden.
Vom 10. bis 13. November 1938 wurden nach der Reichspogromnacht mehr als 3000 jüdische Mitbürger aus Frankfurt und dem Rhein-Main-Gebiet in der Festhalle zusammengetrieben, festgehalten und durch Polizei, SA und SS schwer misshandelt und in die Konzentrationslager Buchenwald und Dachau verschleppt. Viele von ihnen wurden in den Folgejahren ermordet. Der Festhalle kommt damit eine erhebliche Bedeutung für den Holocaust zu. Seit 2015 erinnert eine Gedenktafel an dieses Geschehen. Sie ersetzte eine 1991 aufgestellte Tafel mit falscher Datierung und ungenauen Opferzahlen.
Der Frankfurter Arzt und Überlebende Max Kirschner beschreibt die Deportation in seinen Memoiren. Im Zweiten Weltkrieg diente die Halle der Lagerung von Uniformen der Wehrmacht. Am 18. Dezember 1940 entzündeten sich die Textilien und die Festhalle wurde durch das daraus resultierende Großfeuer stark beschädigt. Ob es sich, wie die Nationalsozialisten behaupteten, um Brandstiftung handelte, ist bis heute ungeklärt. Ein Bombenangriff auf Frankfurt beschädigte die Festhalle ein zweites Mal. Nach dem Zweiten Weltkrieg sollte sie zum größten Teil abgerissen werden, doch Frankfurter Bürger und Oberbürgermeister Walter Kolb konnten dies verhindern. Sie wurde zunächst provisorisch wieder hergerichtet. Im Juni 1985 begann der Umbau der Festhalle in eine moderne Mehrzweckhalle, so wurde ein neues Lüftungssystem und eine neue Heizanlage installiert. Zusätzlich wurde die Festhalle komplett unterkellert und mehrere Einzel- und Gruppengarderoben eingerichtet. Am 7. November 1986 wurde die Halle mit  einer dreistündigen Galaveranstaltung wiedereröffnet. Im Rahmen ihrer Savage-Amusement-Tournee 1988 gaben die Scorpions am 20. Dezember 1988 ein Konzert vor 22.500 Zuschauern, damit halten sie den Hausrekord des bestbesuchten Konzertes.
Seitdem ist die Halle wieder beliebter Veranstaltungsort für Konzerte. Auch Messen finden wieder in ihr statt. Während der Internationalen Automobilausstellung belegte bis zu deren Umzug nach München traditionell die Daimler AG die Festhalle. In der ersten Hälfte der 1990er Jahre wurde in ihr die ATP-Weltmeisterschaft im Tennis der Herren ausgetragen.
Seit 2003 endet der Frankfurt Marathon mit einem Einlauf über einen roten Teppich in der Festhalle.
Von 2004 bis 2007 wurde die Festhalle denkmalschutzgerecht rekonstruiert. Am 29. Juni 2007 weihte der Vorsitzende der Geschäftsführung der Messe Frankfurt, Michael von Zitzewitz, die restaurierte Rotunde ein. Zum 100-jährigen Jubiläum im Jahr 2009 war die gesamte Halle wieder in den ursprünglichen Zustand versetzt.
Am 28. Juni 2009 feierte die Frankfurter Festhalle anlässlich des 100-jährigen Jubiläums einen Tag der offenen Tür, an dem die Besucher in Führungen in die Künstlergarderobe und unter die Bühne blicken, sowie mit einem Scherensteiger zur Kuppeldecke hinauffahren durften.
Aufgrund der COVID-19-Pandemie wurden 2020 alle Veranstaltungen in der Festhalle bis auf weiteres abgesagt. Im Dezember 2020 wurde in der Halle das vom Deutschen Roten Kreuz betriebene Impfzentrum für das Frankfurter Stadtgebiet eingerichtet. Ab 2021 fanden wieder Veranstaltungen (bis 2022 noch unter Corona-Schutzmaßnahmen) statt.
Am 16. Juni 2023 veröffentlichte die kanadische Rockband Billy Talent das Live-Album Live at Festhalle Frankfurt, das am 25. November 2022 in der ausverkauften Frankfurter Festhalle aufgenommen wurde. Auf dem Cover des Albums ist die mit Publikum besetzte Festhalle samt Kuppel schwarzweiß abgebildet.
Anfang Januar 2024 fand in der Frankfurter Festhalle erstmals die WinterEdition des BigCityBeats World Club Dome statt, welcher bis dahin ausschließlich in Fußballstadien ausgetragen wurde.

## Sechstagerennen

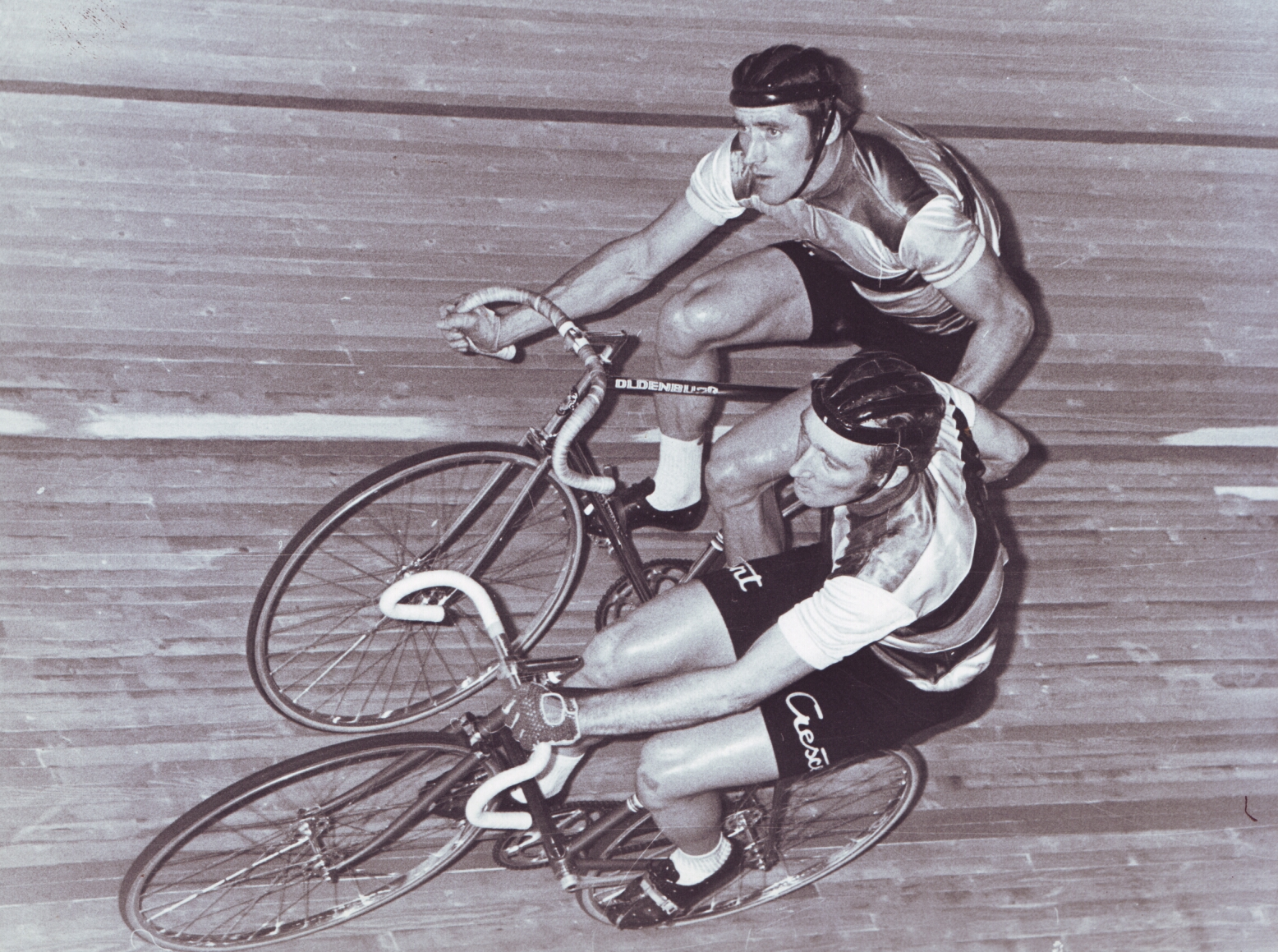
Otto Bennewitz (unten) und Horst Oldenburg beim Frankfurter Sechstagerennen 1970

Von 1911 bis 1983 fanden mit Unterbrechungen in der Festhalle 36 Sechstagerennen statt. Zu diesem Zwecke wurde eine mobile Radrennbahn eingebaut. 1911 war die erste Austragung, die zweite erst 1928. 1933 fand das letzte Sechstagerennen vor dem Zweiten Weltkrieg statt. Da der Mieter die Hallenmiete nicht bezahlen konnte, musste er die Bahn zurücklassen, die dann während des Krieges verbrannte. 1951 wurde in der wiederaufgebauten Festhalle erneut ein Sechstagerennen ausgetragen. Zu diesem Zwecke wurde eine neue Bahn mit einer Länge von 192,30 Metern von dem Bahnarchitekten Clemens Schürmann konzipiert. 1983 fand das vorerst letzte Sechstagerennen in Frankfurt statt. Rekordsieger waren der Frankfurter Lokalmatador Dietrich Thurau sowie der Belgier Patrick Sercu mit jeweils fünf Siegen.

## Architektur und Konstruktion

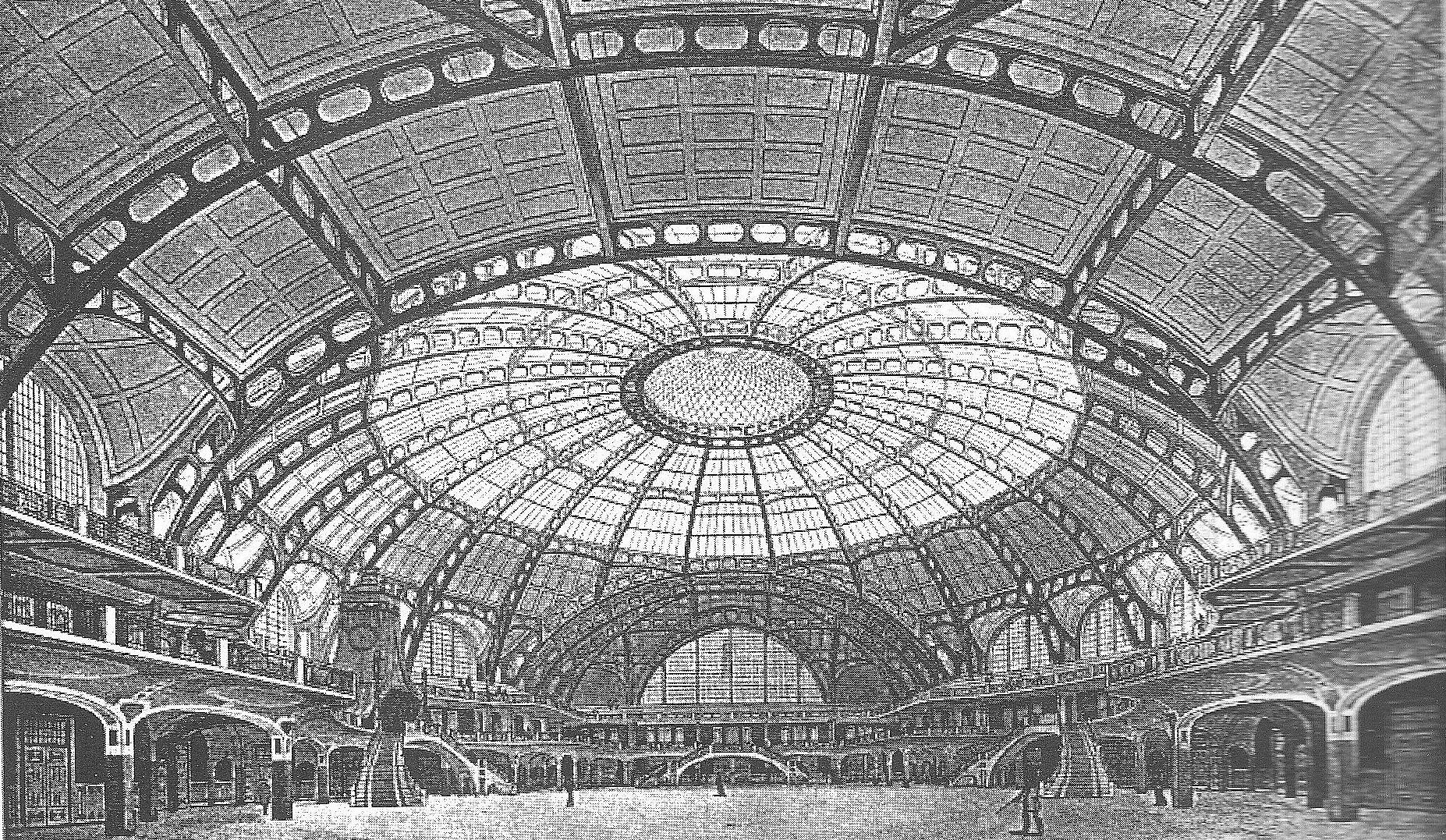
Innenansicht Festhalle 1909

Die Festhalle gehört zu den wichtigsten Gebäuden des späten Historismus. Der Architekt Friedrich von Thiersch setzte in seinem Entwurf konsequent auf den Prunk des Neubarocks, um ein der Messestadt würdiges Repräsentationsbauwerk zu schaffen. Der Grundriss bestand aus der großen Halle als Ausstellungsfläche und einem Ostflügel für Konzerte und ähnliche Veranstaltungen. Die Halle sollte 100 m lang und 60 m breit werden. In der Mitte des so umfassten Rechtecks befindet sich der etwas breitere Rundbau, der von einer Kuppel gekrönt sein sollte. Diese Kuppel bildet gleichzeitig einen Kontrast zu der majestätischen Architektur des unteren Teils. Sie sollte, anders als damals noch in vergleichbaren Bauwerken üblich, völlig unverkleidet bleiben. Sie besteht nur aus Stahl und Glas und ist von den Materialien ähnlich der Konstruktion der Perronhallen des Frankfurter Hauptbahnhofs, der sich etwa einen Kilometer weiter südlich befindet. Die Stahlverstrebungen, in die die Glasflächen eingesetzt wurden, sind durch einen Druckring verbunden, der die Last gleichmäßig verteilt.
Der geplante Ostflügel wurde aus Geldmangel nie realisiert. Der Entwurf des Architekten sah hierfür zwei Konzertsäle, einige Gesellschaftsräume und einen Bankettsaal vor. Weiterhin war ein etwa 60 m hoher Campanile geplant.
Die Festhalle war Vorbild für viele spätere Hallen dieser Art. Besonders die Kuppel wurde oft nachgeahmt.